# Königreich Serbien
Das Königreich Serbien (serbisch Краљевина Србија Kraljevina Srbija) war eine 1882 proklamierte Monarchie auf dem Balkan. Entstanden aus dem Fürstentum Serbien, wurde es 1878 beim Berliner Kongress selbstständig und ging 1918 im Königreich der Serben, Kroaten und Slowenen auf, dem späteren Königreich Jugoslawien.

## Geschichte

### Fürstentum und Loslösung vom Osmanischen Reich
Nach einem weitgehend erfolglosen Aufstand 1875/1876 und der Teilnahme des Fürstentums Serbien am Russisch-Türkischen Krieg auf Seiten Russlands und dem darauf folgenden Frieden von San Stefano wurde das Fürstentum endgültig unabhängig vom Osmanischen Reich. Die Unabhängigkeit wurde durch den Berliner Kongress 1878 anerkannt. In Reaktion auf die rumänische Königsproklamation im Jahr 1881 wurde am 6. März 1882 das Königreich Serbien proklamiert, zu der Kaiser Franz Joseph I. dem König Milan I. persönlich gratulierte.

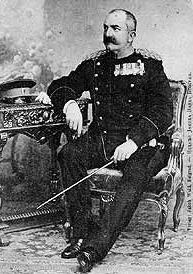
Fürst Milan Obrenović IV., der spätere König Milan I.

In militärischer Hinsicht war das Fürstentum zu dieser Zeit im Wesentlichen mit einer Milizarmee ausgestattet. Von den rund 120.000 Kämpfern, die von 1875 an dem Aufstand gegen das Osmanische Reich teilnahmen, waren nur rund 4000 jemals militärisch ausgebildet worden. Das Offizierskorps war rund 300 Mann stark. 1875 wurde ein erstes Koordinierungsgremium geschaffen, 1876 dann ein Generalstab nach preußischem Vorbild, der allerdings dem Kriegsminister unterstellt blieb.

### Selbstständigkeit und Königreich

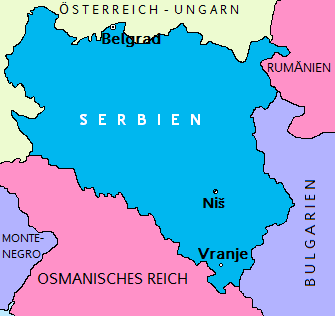
Königreich Serbien von 1883 bis 1913

1883 führte Serbien ein stehendes Heer auf der Basis jährlicher Aushebungen und einer Reserve ein.
Im Serbisch-Bulgarischen Krieg (1885–1886), in dem es um das Gebiet Ostrumelien ging, rückten fünf serbische Divisionen auf bulgarisches Gebiet vor. Aber die junge bulgarische Armee schaffte es, ohne jegliche Unterstützung die Serben vernichtend zu schlagen (Schlacht bei Sliwniza, Schlacht von Pirot). Nur das Eingreifen Österreich-Ungarns bewahrte das Serbische Königreich vor weiteren Folgen und der Krieg endete mit dem Frieden von Bukarest.
Im Jahr 1887 versuchten Anhänger der Radikalen Partei ein Attentat auf Milan. Beim Volk eher unpopulär, fiel er der europäischen Öffentlichkeit auf, indem er seine Ehe mit der rumänischen Adeligen Natalia Cheșco mit einigen Affären (unter anderem mit Jennie Churchill) kompromittierte. Schließlich ließ er sich 1888 scheiden. Der Ehe mit Königin Nathalie entspross Sohn und Thronfolger Aleksandar Obrenović. Dieser lebte nach dem Wiesbadener Prinzenraub bei seinem Vater.

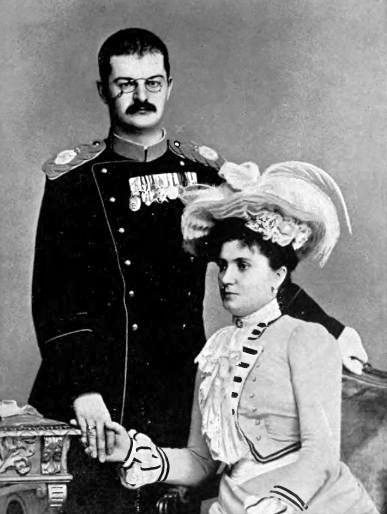
Aleksandar und Draga Obrenović

Den Anstoß zum Thronverzicht gab 1889 ein heftiger Kompetenzkonflikt zwischen dem König und der gewählten Regierung. Nach der Abdankung seines Vaters wurde Aleksandar Obrenović 1889 König von Serbien. Unter seine Herrschaft fielen von 1897 bis 1900 umfassende Militärreformen, in deren Rahmen vor allem das Offizierskorps ausgebaut und professionalisiert wurde.  Aleksandar und Draga Obrenović fielen im Juni 1903 einer Offiziersverschwörung um Dragutin Dimitrijević, genannt Apis, zum Opfer. Der Mord am Königspaar führte zeitweilig zum Abbruch der diplomatischen Beziehungen einiger Großmächte zu Serbien. Mit dem erbenlosen Aleksandar endete die Dynastie des Hauses Obrenović.

Peter I. Karađorđević

Es folgte Petar I. Karađorđević, Sohn des Fürsten Aleksandar Karađorđević. Er leitete liberale Reformen ein, verbündete sich mit Russland und baute die Beziehungen zu Frankreich aus, während er zugleich versuchte, den Einfluss der Österreichisch-Ungarischen Monarchie auf dem Balkan zurückzudrängen. Aus dem Zollkonflikt mit Österreich-Ungarn, dem „Schweinekrieg“ von 1906, der das Land an den Rand des Zusammenbruchs führte, ging Serbien letztlich wirtschaftlich gestärkt hervor. 1908 wurde Bosnien-Herzegowina von Österreich-Ungarn annektiert. Dies führte zu einem ernsten und dramatischen europäischen Konflikt, der sogenannten Bosnischen Annexionskrise. In militärischer Hinsicht führte die Annexionskrise dazu, dass der serbische Generalstab erstmals detaillierte Pläne für einen Krieg gegen Österreich-Ungarn und die Befestigung der entsprechenden Grenze ausarbeitete, nachdem zuvor Bulgarien und das Osmanische Reich im Fokus solcher Vorbereitungen gestanden hatten.
Konnte die Annexionskrise von 1908/09 noch friedlich beigelegt werden, so eskalierte die Situation 1912 in der Frage um den Besitz Mazedoniens. Peter I. war daran gelegen, für sein Land einen Zugang zur Adria zu erkämpfen. Nachdem Montenegro der Türkei bereits am 8. Oktober den Krieg erklärt hatte, schloss sich Serbien, gemeinsam mit Bulgarien und Griechenland, diesem Schritt am 17. Oktober an. Binnen kurzer Zeit konnten die Verbündeten im Ersten Balkankrieg beträchtliche Erfolge erzielen, so dass das Osmanische Reich bereits Ende November um einen Waffenstillstand ersuchen musste, als es Albanien, den Sandschak, das Kosovo, Mazedonien und Thrakien verloren hatte und die türkischen Truppen sich bis vor Istanbul zurückziehen mussten. Nach dem Militärputsch der Jungtürken Anfang 1913 flammten die Kämpfe zwar noch einmal auf, aber gegen die Übermacht des Balkanbundes war die Türkei machtlos, so dass sie am 30. Mai 1913 im Londoner Vertrag der Abtretung aller Gebiete westlich der Linie Enos–Midia zustimmen musste.
Wie diese Gebiete an die Sieger aufzuteilen waren, war aber sehr umstritten. Die Großmächte Österreich-Ungarn und Italien wollten Serbien keinesfalls einen Zugang zum Meer zugestehen, so dass sie durchsetzten, dass Albanien unabhängig wurde und der Süden Mazedoniens an Griechenland fiel, während der Norden überwiegend zu Serbien kam. Letzteres verärgerte besonders Bulgarien, das für sich einen historischen Anspruch auf dieses Gebiet reklamierte, und daraufhin im Juli 1913 serbische und griechische Truppen in Mazedonien angriff (Zweiter Balkankrieg). Nun verbündeten sich aber Rumänien, Montenegro, Griechenland und sogar die Türkei mit Serbien. Bereits am 30. Juli musste Bulgarien um Waffenstillstand bitten; im Frieden von Bukarest vom 10. August musste es den serbischen Besitz Nord-Mazedoniens endgültig akzeptieren.

### Attentat von Sarajevo und Erster Weltkrieg
Krankheitsbedingt übergab Peter I. kurz vor dem Ausbruch des Ersten Weltkriegs die Führung der Amtsgeschäfte an seinen Sohn Alexander I. Karađorđević als Regent. Er behielt jedoch den Königstitel und bestärkte seinen Sohn in der Julikrise nach dem Attentat von Sarajevo auf den österreichischen Thronfolger Franz Ferdinand – ausgeübt durch von serbischen Kreisen unterstützte Terroristen – in seiner festen Haltung gegenüber Österreich-Ungarn. Serbien sah sich mit einem für einen souveränen Staat unannehmbaren Ultimatum Wiens konfrontiert, was eine Kettenreaktion auslöste, die den Kriegsausbruch in ganz Europa zur Folge hatte.
Bis Ende 1914 schlug die serbische Armee drei Offensiven der Donaumonarchie zurück; Belgrad ging nur für kurze Zeit verloren. Dieser Abwehrerfolg kostete allerdings schwere Verluste, und so konnten die Mittelmächte bei ihrem Feldzug im Herbst 1915 nahezu ganz Serbien erobern und besetzen (siehe Österreichisch-Ungarische Besetzung Serbiens 1915–1918). Die Königsfamilie musste nach Korfu fliehen.

### Entstehung des Königreiches Jugoslawien
Nach der Niederlage Österreich-Ungarns im Ersten Weltkrieg vereinigte sich das Königreich Serbien am 1. Dezember 1918 mit dem in den südslawischen Gebieten Österreich-Ungarns entstandenen, kurzlebigen Staat der Slowenen, Kroaten und Serben zum Königreich der Serben, Kroaten und Slowenen, dem späteren Königreich Jugoslawien.

### Historische Einordnung

Die territoriale Entwicklung Serbiens zwischen 1817 und 1913

Eine Besonderheit des Königreiches Serbien war, dass ein maßgeblicher Teil der serbischen Bevölkerung – hier besonders Kreise der Armee und der Herrschaftsschicht – davon beseelt war, durch Annexion von Gebieten der Nachbarländer ein Großreich der Serben einzurichten, das alle Serben vereinigen sollte. Dieses Streben nach einem Großserbien wurde in einem geheimen Memorandum des ehemaligen serbischen Innenministers Ilija Garašanin im Jahre 1844 kodifiziert. Der Inhalt dieses Memorandums, das erst 1906 veröffentlicht wurde und den Namen Načertanije trägt, wurde zur Magna Charta der serbischen Nationalbewegung. Ein Leitsatz war: „Wo ein Serbe lebt, ist Serbien“. Diese außenpolitischen Vorstellungen griffen die Geschichte eines großen serbischen Reiches im Mittelalter unter dem Zaren Dušan auf. Dieses Reich war nach der verlorenen Schlacht auf dem Amselfeld durch die Türken zerstört worden. Insofern sprach das Memorandum davon, dass es um eine Wiederherstellung eines alten Großserbiens gehe. Nachdem Serbien sich von den Türken befreit hatte und 1878 selbstständiger Staat geworden war, richtete sich dieses Bestreben, alle Serben in dem nunmehr Königreich Serbien zu vereinen, vor allem gegen das Habsburger Reich und die anderen Nachbarländer Serbiens. Diese großserbischen Vorstellungen blieben für die serbischen Herrscher bis zum Jahre 1918 die „maßgeblich politische Blaupause“. Zugleich wurden die Leitlinien dieser Politik der Bevölkerung über eine nationalistische Propaganda eingetrichtert, die teils aus „Belgrad koordiniert“ wurde, teils aus „patriotischen Netzwerken in der Presse“ stammte. Die Ideen von einem Großserbien waren aber nicht nur Regierungspolitik, sondern in der Kultur der Serben tief verankert. Die für Großserbien insgeheim beanspruchten Gebiete umfassten Bosnien-Herzegowina, Teile Kroatiens, Albaniens, Montenegros, Makedoniens und Gebiete der 1878 neu entstandenen, vom Osmanischen Reich abgetrennten Staaten Bulgarien und Rumänien. Dabei spielte es für die Serben keine Rolle, ob sich die dort lebenden Menschen in ein Großreich der Serben integrieren lassen wollten. Die Serben waren der Ansicht, dass die Menschen mit der Zeit den Vorrang der großserbischen Ziele einsehen würden. Beispielsweise räumte der serbische Dichter und Linguist Vuk Karadžić in seiner Abhandlung mit dem Titel Serbien alle und überall auf die Kroaten bezogen ein, es gebe auch „Menschen römisch-katholischen Glaubens, [...] denen es noch schwerfällt, sich Serben zu nennen, aber sie werden sich daran gewöhnen“. Durch diese geheimen, außenpolitischen Vorstellungen bedingt, ging seit dem Bestehen des Königreiches Serbien eine beständige, aggressive Unruhe von dem neuen Staat auf die Region aus. Der Historiker John Keegan spricht von einem „aggressiven und rückständigen christlichen Königreich“, in dem Nationalisten das Habsburger Reich insgeheim ebenso bekämpften wie vorher das Osmanische Reich.

## Wirtschaft
Das Königreich war im Jahre 1906 Ziel eines Handelsembargos Österreich-Ungarns. Jedoch führte das Embargo zum Ende der Abhängigkeit des Königreiches von Österreich-Ungarn.

## Städte
Die größten Städte im Staat waren (nach Einwohnerzahl geordnet):
- Belgrad – 100.000
- Prizren – 60.000
- Bitola – 54.000
- Skopje – 50.000
- Niš – 25.000
- Veles – 24.000
- Priština – 20.000
- Prilep – 20.000
- Ohrid – 18.000
- Kragujevac – 15.500
- Tetovo – 14.000
- Leskovac – 13.700
- Šabac – 12.800
- Požarevac – 12.000
- Kosovska Mitrovica – 12.000
- Vranje – 12.000
- Pirot – 10.000

## Regierende Monarchen
- 1882–1889: Milan I.
- 1889–1903: Aleksandar I.
- 1903–1918: Petar I.